# 1991 SJ1
1991 SJ1 är en asteroid i huvudbältet som upptäcktes den 16 september 1991 av den amerikanske astronomen Henry E. Holt vid Palomarobservatoriet.
Asteroiden har en diameter på ungefär 7 kilometer.